# Panellinio Sosialistiko Kinima - Kinima Allagis
PASOK – Kinima Allagis (ΠΑΣΟΚ - Κίνημα Αλλαγής, Abkürzung: PASOK–KINAL), von 2018 bis 2022 Kinima Allagis (griechisch Κίνημα Αλλαγής ‚Bewegung für den Wandel‘, Abkürzung: KINAL), ist ein griechisches Parteienbündnis der linken Mitte. Es wurde im März 2018 als Zusammenschluss von Panellinio Sosialistiko Kinima (PASOK), Dimokratiki Aristera (DIMAR), To Potami und einigen kleineren Parteien gegründet. Parteivorsitzender ist seit 2021 Nikos Androulakis.

## Geschichte

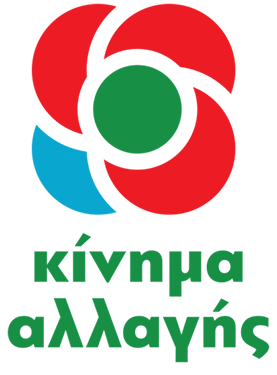
Logo von 2018 bis 2022

Im Juli 2017 kündigte die PASOK-Vorsitzende Fofi Gennimata die Bildung einer neuen vereinigten Mitte-Links-Partei in Griechenland an. Im Sommer 2017 entschied sich Stavros Theodorakis, Gründer und Vorsitzender der sozialliberalen Partei To Potami, sich der Parteigründung anzuschließen.
Am 12. November 2017 fand die erste Runde der Wahlen des Gründungsvorsitzenden der neuen Partei statt, in der zunächst Fofi Gennimata, Stavros Theodorakis, der Bürgermeister von Athen, Giorgos Kaminis, Nikos Androulakis, der Vorsitzende der EDEM-Partei, Apostolos Pontas, Konstantinos Gatsios, die ehemaligen PASOK-Minister Giannis Maniatis und Giannis Ragousis sowie Dimitris Tziotis als Kandidaten antraten. Gennimata kam mit 44,5 % der Stimmen und Androulakis mit 25,4 % in die Stichwahl, aus der am 19. November Gennimata mit 56 % der Stimmen als Siegerin hervorging.
Am 28. November 2017 wurde „Kinima Alagis“ als vorläufiger Name der Partei bekannt gegeben. Am 2. Dezember 2017 wurde der sechsköpfige Vorstand der Partei bekannt gegeben, der sich aus Gennimata, Theodorakis, Androulakis, Kaminis, DIMAR-Führer Thanasis Theocharopoulos und dem ehemaligen PASOK-Premierminister Giorgos Papandreou zusammensetzt.
Die Partei hielt ihren Gründungskongress am 16. bis 18. März 2018 im Stadion des Friedens und der Freundschaft bei Piräus mit etwa 4000 Teilnehmern ab. Während des Kongresses wurde das neue Logo enthüllt und das politische Programm der Partei von der überwältigenden Mehrheit der Mitglieder angenommen.
Am 1. Juli 2018 trat To Potami wieder aus dem Kinima Allagis aus.
Der im Oktober 2021 verstorbenen Fofi Gennimata folgte am 12. Dezember 2021 Nikos Androulakis als Parteivorsitzender der PASOK und der KINAL. Er setzte sich im zweiten Wahlgang mit 67,9 % der Stimmen gegenüber seinem Mitbewerber Giorgos Papandreou durch.

## Beteiligte Parteien
Die Parteien, die sich zum Kinima Allagis zusammenschlossen, sind:
| Partei | Ausrichtung                | Parteichef                |
| --- | -------------------------- | ------------------------- |
| PASOK | sozialdemokratisch         | Fofi Gennimata            |
| To Potami (wieder ausgetreten) | sozialliberal              | Stavros Theodorakis       |
| Dimokratiki Aristera (wieder ausgetreten) | Demokratischer Sozialismus | Thanasis Theochapropoulos |
| Kinima Dimokraton Sosialiston | Demokratischer Sozialismus | Giorgos Papandreou        |
| (parteilos) | sozialliberal              | Giorgos Kaminis           |
| Linkspartei-Reformisten und Entwicklungsreformer / Linksreformer (Μεταρρυθμιστές της Αριστεράς για τη Δημοκρατία και την Ανάπτυξη/Μεταρρυθμιστές της Αριστεράς) | Demokratischer Sozialismus | Spyros Lykoudis           |
| Bürgerbewegungen für die Sozialdemokratie (Κινήσεις Πολιτών για τη Σοσιαλδημοκρατία)                                                                            | sozialdemokratisch         |                           |
| Verband der demokratischen nationalen Reform (Ένωση Δημοκρατικής Εθνικής Μεταρρύθμισης)                                                                         | sozialliberal              | Apostolos Pontas          |
| Foni Dimokratias (Stimme der Demokratie) | sozialliberal              | Georgios-Dimitrios Karras |

## Logo
Das Logo der Partei ist eine Rose in Rot, Blau und Grün.